# Chris Whitaker
Christopher John Whitaker (Sydney, 19 ottobre 1974) è un ex rugbista a 15, allenatore di rugby a 15 e dirigente sportivo australiano, che giocava nel ruolo di mediano di mischia. A livello internazionale ha giocato 31 incontri con gli Wallabies con cui si è laureato campione del mondo nel 1999. Dal 2020 ricopre il ruolo di tecnico dei trequarti dei Waratahs in Super Rugby.

## Biografia
Proveniente dal rugby di club nelle file del Randwick, Whitaker fu ingaggiato come professionista nella franchise di Sydney degli Waratahs, per cui esordì nel corso del Super 12 1997; già l'anno successivo fu esordiente in Nazionale australiana, contro il Sudafrica a Johannesburg nel corso del Tri Nations 1998.
Un anno più tardi fece parte della selezione che affrontò la Coppa del Mondo di rugby 1999 nel Regno Unito; in tale competizione disputò 3 incontri e si laureò campione del mondo; nel periodo tra detto torneo e la successiva Coppa del Mondo di rugby 2003 Whitaker fu utilizzato in Nazionale solo cinque volte, tuttavia fu incluso nella rosa che prese parte alla manifestazione, in cui l'Australia giunse seconda, battuta in finale dall'Inghilterra.
Fino al 2005 furono 31 gli incontri internazionali, con 2 mete.
Nel febbraio 2006, alla sua ultima stagione con gli Waratahs, Whitaker firmò un contratto biennale con gli irlandesi del Leinster a partire dalla stagione 2006-07.
Al momento di lasciare la franchise australiana Whitaker ne era il recordman di presenze in Super Rugby, prima di venir superato da Phil Waugh.
Con il club di Dublino il giocatore vinse la Celtic League 2007-08 e, avendo rinnovato per un'ulteriore stagione, fu in campo anche nel corso della vittoriosa Heineken Cup 2008-09.
Dopo la conquista del titolo di campione d'Europa giunse il ritiro, e gli ultimi incontri disputati da giocatore furono con la maglia dei Barbarians, l'ultimo dei quali proprio in Australia il 6 giugno 2009.
Della stagione successiva è l'incarico di tecnico nello staff dello stesso Leinster e, a partire dall'estate del 2010, di consigliere tecnico nello Stade français.

## Palmarès
- Coppe del mondo: 1
Australia: 1999
- Celtic League: 1
Leinster: 2007-08
- Heineken Cup: 1
Leinster: 2008-09